# 生きている小平次
『生きている小平次』（いきているこへいじ）は、1957年8月4日に公開された日本映画。製作、配給は東宝。モノクロ、スタンダード。
併映は、獅子文六原作・千葉泰樹監督・加東大介主演の「大番シリーズ」の第2作である、『続大番・風雲編』。
東宝の文芸映画短編作集ダイヤモンド・シリーズの一本。原作は鈴木泉三郎の戯曲『生きてゐる小平次』。

## スタッフ
- 監督：青柳信雄
- 製作：藤本真澄
- 原作：鈴木泉三郎
- 脚本：井手俊郎
- 音楽：佐藤勝
- 撮影：遠藤精一
- 美術監督：北猛夫
- 美術：清水喜代志
- 録音：宮崎正信
- 照明：岸田九一郎
- チーフ助監督：岩城英二
- 製作担当者：鈴木政雄
- スチール：秦大三

## キャスト
- 小幡小平次（役者）：二代目中村扇雀
- 太九郎（囃子方）：芥川比呂志
- おちか（太九郎の女房）：八千草薫
- おたね（太九郎の女）：一の宮あつ子
- 役者：清水一郎、二代目澤村宗之助、丘寵児、今泉廉
- 道具方：加藤茂雄
- 楽屋番：山田巳之助
- 太九郎の女：中田康子
- 子供：伊東隆、藤井清巳、伊藤卓、岩瀬一男
- 宿の番頭：谷晃
- 旅人：広瀬正一
- 女：林光子、園田祐子、米山元子